# Dendroleon amabilis
Dendroleon amabilis is een insect uit de familie van de mierenleeuwen (Myrmeleontidae), die tot de orde netvleugeligen (Neuroptera) behoort. 
Dendroleon amabilis is voor het eerst wetenschappelijk beschreven door Gerstäcker in 1885.